# Kodeks Vaticanus B

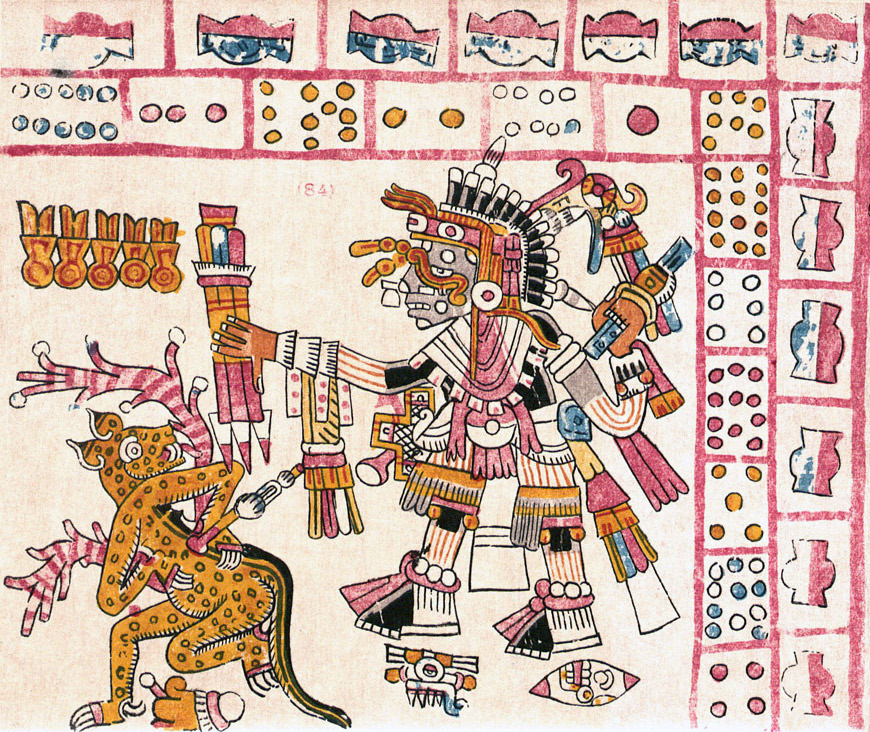
Strona z Kodeksu Vaticanus B

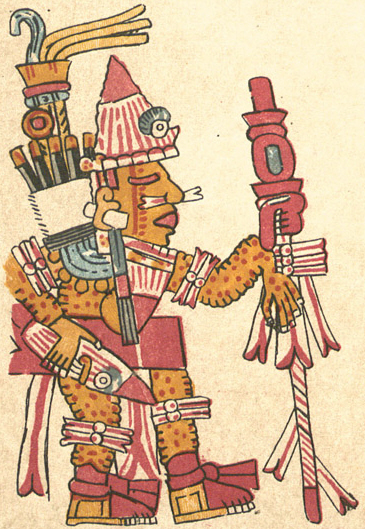
Strona z Kodeksu Vaticanus B – bóg Itztapaltotec, jeden z aspektów boga Xipe Totec

Kodeks Vaticanus B czasem zwany kodeksem Vaticanus 3773 – aztecki dokument z grupy Kodeksów Borgia zawierający informacje o kalendarzu i obrzędach rytualnych.

## Historia
Kodeks Vaticanus powstał w okolicy Choluli wśród Indian kultury Puebla – Tlaxcala w Meksyku. Należy to najobszerniejszych kodeksów z całej grupy kodeksów Borgia. Napisany został w języku nahuatl. Jak wszystkie kodeksy, wykonany jest na skórze zwierzęcej pokrytej palonym wapnem. Obecnie znajduje się w Bibliotece Watykańskiej.
Po raz pierwszy został opublikowany w roku 1902 w Londynie na polecenie i koszt Księcia Loubat. Tłumaczenie wykonał dr Eduard Seler.

## Treść
Kodeks Vaticanus bardzo dokładnie opisuje 260-dniowy kalendarz Azteków zwany tonalpohualli. Na kartach szczegółowo charakteryzuje cykle 52 letnie oraz podział roku azteckiego – 20 miesięcy po 13 dni. Opis uzupełnia grafika przedstawiająca bogów związanych z kalendarzem i kierunkami świata.